# Синхронизация (передача сигналов)
Синхронизация — процесс установления и поддержания временных соотношений (взятия отсчётов) между двумя и более системами, участвующих в процессе синхронной передачи цифровых данных. При синхронной передаче данных возникают ситуации, когда приёмник и передатчик работают не в такт (частота формирования сигнала в канал связи не совпадает с частотой опроса данных на приёмной стороне), что приводит к рассогласованию системы передачи и приема данных, и к возникновению ошибок в принятых данных. Чтобы в процессе приема-передачи корректировать частоту приёмника в соответствие с передатчиком применяют коррекцию. Коррекция заключается в том, что: зная время начала передачи данных на приемной стороне можно определить время прихода следующего единичного элемента длительностью d, а зная количество элементов в кодовой комбинации можно отделить одну кодовую последовательность от другой. Таким образом, коррекция может протекать как на каждом элементе передачи данных, так и на групповой последовательности. В случае поэлементной синхронизации иногда применяют специальные способы кодирования, например манчестерское или RZ кодирование, иногда применяют скремблирование.

## Виды синхронизаций сигналов данных
Под синхронизацией цифровых сигналов данных понимается процесс при котором происходит установление и поддержание фазовых соотношений между значащими моментами двух или нескольких цифровых сигналов данных, один из которых формируется на передающей стороне, а другой на приёмной с целью формирования синхронной последовательности.
В соответствие с ГОСТ 17657-79, различают виды синхронизации: 
- Поэлементная синхронизация цифровых сигналов данных;
- Групповая синхронизация цифровых сигналов данных;
- Цикловая синхронизация цифровых сигналов данных.Синхронизирующие импульсы при поэлементной и групповой синхронизации

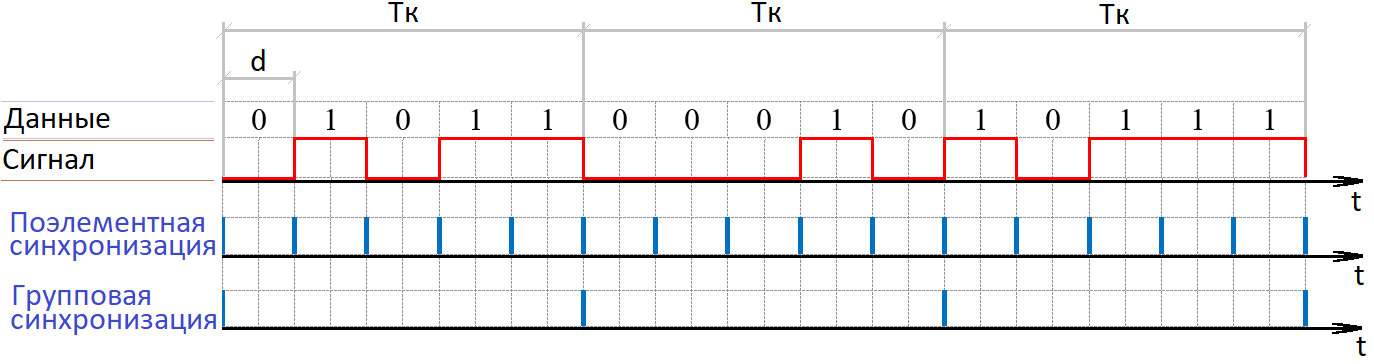
Синхронизирующие импульсы при поэлементной и групповой синхронизации

### Поэлементная синхронизация цифровых сигналов данных
Под поэлементной синхронизацией цифровых сигналов данных понимается процесс синхронизации переданного и принятого цифровых сигналов данных, при которой устанавливаются и поддерживаются требуемые фазовые соотношения между значащими моментами переданных и принятых единичных элементов этих сигналов. Для выполнения поэлементной синхронизации иногда применяют канальное кодирование, такое как: RZ, Манчестер-II которые позволяют выявлять синхронную последовательность при передаче каждого элемента сигнала данных.

### Групповая синхронизация цифровых сигналов данных
Под групповой синхронизацией цифровых сигналов данных понимается процесс синхронизации переданного и принятого цифровых сигналов данных, при которой устанавливаются и поддерживаются требуемые фазовые соотношения между значащими моментами начал переданных и принятых групп единичных элементов этих сигналов.

### Цикловая синхронизация цифровых сигналов данных
Под цикловой синхронизацией цифровых сигналов данных понимается процесс синхронизации переданного и принятого цифровых сигналов данных, при которой устанавливаются и поддерживаются требуемые фазовые соотношения между значащими моментами начал переданных и принятых циклов их временного объединения.